# Audubon (Minnesota)
Audubon es una ciudad ubicada en el condado de Becker en el estado estadounidense de Minnesota. En el Censo de 2010 tenía una población de 519 habitantes y una densidad poblacional de 358,47 personas por km².

## Geografía
Audubon se encuentra ubicada en las coordenadas 46°51′46″N 95°58′52″O / 46.86278, -95.98111. Según la Oficina del Censo de los Estados Unidos, Audubon tiene una superficie total de 1.45 km², de la cual 1.44 km² corresponden a tierra firme y (0.54%) 0.01 km² es agua.

## Demografía
Según el censo de 2010, había 519 personas residiendo en Audubon. La densidad de población era de 358,47 hab./km². De los 519 habitantes, Audubon estaba compuesto por el 93.45% blancos, el 1.73% eran afroamericanos, el 2.12% eran amerindios, el 0.19% eran asiáticos, el 0% eran isleños del Pacífico, el 0% eran de otras razas y el 2.5% pertenecían a dos o más razas. Del total de la población el 0% eran hispanos o latinos de cualquier raza.